# Тлік
Тлік (вірм. Թլիկ) — село в марзі Арагацотн, на заході Вірменії. Село розташоване на правому березі річки Ахурян, що проходить по кордону з Туреччиною. За 4 км на південь розташоване село Гетап, за 2 км на південь станція Гетап, а за 8 км на північний захід розташоване село Аніпемза сусіднього марзу Ширак.